# Férfi 1 méteres műugrás a 2018-as úszó-Európa-bajnokságon
A 2018-as úszó-Európa-bajnokságon a műugrás férfi 1 méteres versenyszámának selejtezőjét augusztus 7-én délelőtt, a döntőjét pedig délután rendezték meg a Royal Commonwealth Poolban.

## Versenynaptár
Az időpontok helyi idő szerint olvashatóak (GMT +00:00).
| Dátum                    | Időpont | Forduló   |
| ------------------------ | ------- | --------- |
| 2018. augusztus 7., kedd | 09:30   | Selejtező |
| 2018. augusztus 7., kedd | 14:40   | Döntő     |

## Eredmény
Zölddel kiemelve a döntőbe jutottak
| #  | Versenyző              | Ország                   | Selejtező | Selejtező | Döntő   | Döntő  |
| #  | Versenyző              | Ország                   | Rangsor   | Pontok    | Rangsor | Pontok |
| -- | ---------------------- | ------------------------ | --------- | --------- | ------- | ------ |
|    | Jack Laugher           | Egyesült Királyság (GBR) | 1         | 397,80    | 1       | 414,60 |
|    | Giovanni Tocci         | Olaszország (ITA)        | 4         | 353,85    | 2       | 401,10 |
|    | James Heatly           | Egyesült Királyság (GBR) | 6         | 346,75    | 3       | 391,70 |
| 4  | Guillaume Dutoit       | Svájc (SUI)              | 3         | 355,25    | 4       | 390,50 |
| 5  | Oliver Dingley         | Írország (IRL)           | 11        | 332,70    | 5       | 385,65 |
| 6  | Lorenzo Marsaglia      | Olaszország (ITA)        | 5         | 351,25    | 6       | 375,45 |
| 7  | Jonathan Suckow        | Svájc (SUI)              | 2         | 357,20    | 7       | 354,30 |
| 8  | Andrzej Rzeszutek      | Lengyelország (POL)      | 12        | 330,80    | 8       | 350,65 |
| 9  | Nicolás García         | Spanyolország (ESP)      | 10        | 335,40    | 9       | 349,30 |
| 10 | Nyikita Slejher        | Oroszország (RUS)        | 7         | 341,90    | 10      | 349,15 |
| 11 | Alexis Jandard         | Franciaország (FRA)      | 9         | 336,55    | 11      | 332,40 |
| 12 | Vinko Paradzik         | Svédország (SWE)         | 8         | 336,90    | 12      | 293,25 |
|    |                        |                          |           |           |         |        |
| 13 | Lars Rüdiger           | Németország (GER)        | 13        | 328,20    |         |        |
| 14 | Patrick Hausding       | Németország (GER)        | 14        | 316,65    |         |        |
| 15 | Alberto Arévalo        | Spanyolország (ESP)      | 15        | 314,00    |         |        |
| 16 | Yury Naurozau          | Fehéroroszország (BLR)   | 16        | 293,10    |         |        |
| 17 | Dylan Vork             | Hollandia (NED)          | 17        | 286,60    |         |        |
| 18 | Oleg Kologyij          | Ukrajna (UKR)            | 18        | 286,40    |         |        |
| 19 | Jegor Lapin            | Oroszország (RUS)        | 19        | 285,70    |         |        |
| 20 | Sztaniszlav Olifercsik | Ukrajna (UKR)            | 20        | 281,95    |         |        |
| 21 | Damien Cely            | Franciaország (FRA)      | 21        | 280,50    |         |        |
| 22 | Aljakszandr Molcsan    | Fehéroroszország (BLR)   | 22        | 279,70    |         |        |
| 23 | Alexander Kostov       | Bulgária (BUL)           | 23        | 278,75    |         |        |
| 24 | Johannes van Etten     | Hollandia (NED)          | 24        | 271,50    |         |        |
| 25 | Juho Junttila          | Finnország (FIN)         | 25        | 249,50    |         |        |
| 26 | Jack Ffrench           | Írország (IRL)           | 26        | 224,90    |         |        |
| 27 | Nikolaj Schaller       | Ausztria (AUT)           | 27        | 222,30    |         |        |